# Urban Assault
Urban Assault (Originaltitel: TKO) ist ein US-amerikanischer Martial-Arts-Film von Declan Mulvey aus dem Jahr 2007.

## Handlung
Mick und Martin sind seit einem Wettkampf vor einigen Jahren, bei denen beide schwere Verletzungen davontrugen, erbitterte Kontrahenten. Gemeinsam organisieren sie für ihren Chef Warren ein jährlich stattfindendes illegales Kampfsportevent, das in der Stadt nur unter dem Namen „Das Turnier“ bekannt ist. In diesem Jahr erklärt ihr Chef, dass der Verlierer der Veranstaltung die Stadt verlassen muss. Beide sollen sich Kämpfer auswählen und diese gegeneinander antreten lassen.
Martin, ein korrupter Polizeibeamter, lässt Mouse, den Bruder von Zendo, dem Zweitplatzierten des Vorjahres, hinrichten und verbreitet das Gerücht, sein Kontrahent Mick wäre dafür verantwortlich. Zendo sucht Riggs, den Gewinner des Vorjahres, auf und bricht diesem beide Arme. Dies reicht Martin nicht und er exekutiert Riggs. Als Kämpfer wählt er den Verbrecher Vicious, einen Amokläufer, aus und befreit diesen aus dem Knast.
Derweil bekommt Mick Skyler, die Tochter des Chefs, an die Seite gestellt. Verzweifelt sucht er einen Kämpfer und glaubt ihn in einem FBI-Agenten, der Vicious jagt, gefunden zu haben. Doch beim Kampf wird er gelinkt und Vicious tötet seinen Gegner. Verzweifelt beschließt Mick selbst in den Ring zu steigen, als plötzlich Zendo auftaucht. Mittlerweile ist er hinter das falsche Spiel von Martin gekommen und bietet sich als Kämpfer an.
Zendo gewinnt schnell die Oberhand, doch Martin entführt Skyler und setzt ihn so unter Druck. Es gelingt Mick jedoch, Skyler zu befreien, so dass Zendo seinen Kampf gewinnen darf. Warren lässt daraufhin Martin hinrichten. Skyler und Mick ziehen sich aus dem Wettkampfgeschäft zurück.

## Kritik
Urban Assault ist ein typischer B-Film in der Machart von Bloodsport und der Best-of-the-Best-Filmreihe, der keinerlei neue Akzente setzen kann.

„Unterbelichteter Kampfsport-Film, der außer einer rasanten Montage, die die Mängel kaschieren soll, nichts zu bieten hat.“